# Canon de marine de 4 pouces QF Mk IV, XII, XXII
Le canon de marine QF de 4 pouces Mk IV était le canon principal de la plupart des destroyers de la Royal Navy et des marines de l'Empire britannique lors de la Première Guerre mondiale. Il fut introduit en 1911 comme canon léger à chargement rapide succédant au canon de 4 pouces BL Mk VIII. Sur les 1 141 exemplaires produits, 939 étaient encore disponibles en 1939. Les variantes Mk XII et Mk XXII armèrent de nombreux sous-marins britanniques de l'entre-deux-guerres et de la Seconde Guerre mondiale.

## Canon Mk IV

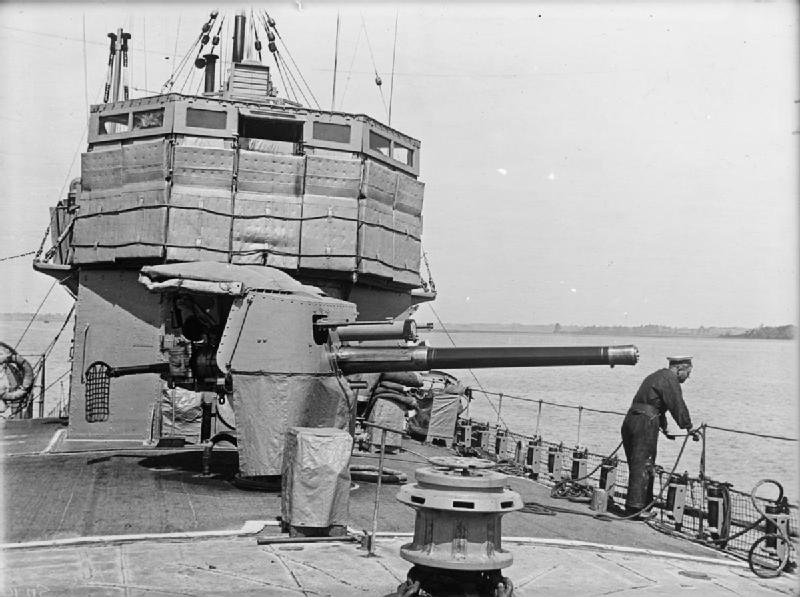
Sur le HMS Satyr, un destroyer de la classe R vers 1917-1918.

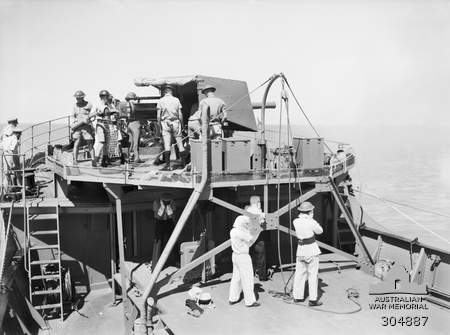
Recul du canon après le tir, sur le navire auxiliaire anti-sous-marin australien HMAS Wilcannia vers 1943.

Le modèle Mk IV arma de nombreux destroyers britanniques et certains croiseurs durant la Première Guerre mondiale. Il fut utilisé pour armer des navires marchands pendant la Seconde Guerre mondiale.
Ces canons armèrent les navires de guerre suivants:
- Croiseurs éclaireurs de la classe Forward, réarmés en 1911
- Croiseurs éclaireurs de la classe Sentinel réarmés de 1911 à 1912
- Croiseurs éclaireurs de la classe Pathfinder réarmés de 1911 à 1912
- Croiseurs éclaireurs de la classe Adventure réarmés de 1911 à 1912
- Destroyers de la classe Acasta (K) de 1911
- Destroyers de la classe Laforey (L) de 1913
- Destroyers de la classe Yarrow (M) dont la quille fut posée de 1912 à 1915
- Destroyers de la classe Admiralty M de 1913
- Destroyers de la classe Thornycroft dont la quille fut posée de 1913 à 1915
- Destroyers de la classe Hawthorn M de 1914
- Destroyers de la classe Talisman de 1914
- Destroyers de la classe Médea de 1914
- Destroyers conducteurs de flottille de la classe Faulknor de 1914
- Destroyers de la classe Marksman de 1914
- Destroyers conducteurs de flottille de la classe Parker de 1915
- Destroyers de la classe Yarrow M de 1915
- Destroyers de la classe R de 1916
- Destroyers de la classe S de 1917
- Dragueurs de mines de la classe Fundy de 1938 (canons des destroyers canadiens désaffectés de la classe S)

## Canon de sous-marin Mk XII et XXII

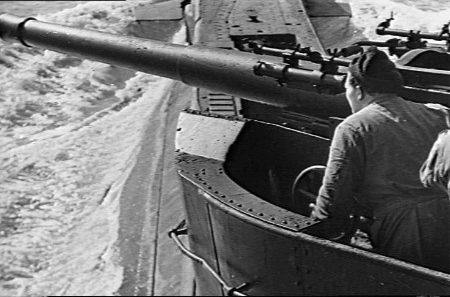
Canon Mk XII sur un sous-marin non identifié de la classe T, pendant la Seconde Guerre mondiale.

Le modèle Mk XII fut développé pour l'armement des sous-marins à partir de 1918, le modèle Mk XXII pour armer des sous-marins pendant la Seconde Guerre mondiale. À partir de la fin 1944, ces canons tiraient un projectile plus lourd (35 livres, soit 16 kg, au lieu de 31, soit 14). Peu après la fin des hostilités, le Mk XXII fut remplacé sur les nouveaux sous-marins britanniques par le canon QF de 4 pouces Mk XXIII, plus léger.

### Sous-marins équipés de canons Mk XII et XXII
- Classe L
- Classe Odin ("O")
- Classe Parthian ("P")
- Classe River (ou Thames)
- Classe Grampus (ou Porpoise)
- Classe Triton ("T")
- Classe S
- Une partie de la classe Amphion ("A" ou Acheron)

## Armes subsistantes
Le canon Mk IV du HMS Lance qui tira le premier coup de feu britannique de la Première Guerre mondiale le 5 août 1914 est exposé au Royal Naval Museum, à Portsmouth.

### Armes ayant un rôle, des performances et d'époque comparables
- Canon de 10,5 cm SK C/32 de calibre 10,5 cm: canon de sous-marin allemand de la Seconde Guerre mondiale légèrement plus puissant
- Canon de 4 pouces/50 calibres de calibre 10,2 cm: canon américain